# Houthulst
Houthulst är en kommun i Belgien.   Den ligger i provinsen Västflandern och regionen Flandern, i den västra delen av landet, 100 km väster om huvudstaden Bryssel. Antalet invånare är 9 637.
Trakten runt Houthulst består till största delen av jordbruksmark. Runt Houthulst är det ganska tätbefolkat, med 144 invånare per kvadratkilometer.